# Валь-де-Шез
Валь-де-Шез (фр. Val de Chaise) — муніципалітет у Франції, у регіоні Овернь-Рона-Альпи, департамент Верхня Савоя. Валь-де-Шез утворено 1 січня 2016 року шляхом злиття муніципалітетів Кон-Сент-Коломб i Марлан. Адміністративним центром муніципалітету є Марлан. Населення — 1390 осіб (01.01.2021).